# Edifici de l'Empar de l'Obrer
L'Edifici de l'Empar de l'Obrer es troba al carrer de Premià, 13-15, al barri de Sants de Barcelona, i està catalogat com a bé cultural d'interès local. Actualment és la seu de l'Ateneu Popular de Sants, titular de l'emissora de ràdio Ona Sants-Montjuïc, la Federació de Cooperatives de Treball de Catalunya, la Cooperativa de crèdit Coop57, del grup SOM, i de l'agrupació de cooperatives Grup Clade.

## Història
Va ser construït el 1872 com a edifici d'habitatges. El 1921 se'n va fer una reforma a càrrec de l'arquitecte Josep Graner i Prat per adaptar-lo a les necessitats creixents d'espai de la cooperativa L'Empar de l'Obrer, que inicialment n'ocupava la part del número 13 i posteriorment amplià la seva seu al número 15.

## Descripció
Consta de planta baixa, dos pisos i terrat. Fent la unió amb l'immoble del carrer de Premià, 11 hi ha un cos afegit, força estret, de planta baixa i un pis.
La façana està dividida en tres cossos, el central molt més ample que els laterals, separats entre ells per pilastres que recorren verticalment tota l'alçada de la façana. Aquestes pilastres es repeteixen als extrems emmarcant l'edifici. A la planta baixa s'obre una gran obertura al cos central amb dos columnes de ferro fos que aguanten la llinda, i portes allindanades als cossos laterals. El parament està decorat amb un basament i imitació de carreus; les obertures tenen els brancals marcats amb pedra d'un altre color. Al primer pis hi ha un gran balcó corregut al centre on s'obren tres portes allindanades i balcons individuals als laterals. Els balcons són de balustres que s'alternen amb pilars decorats amb puntes de diamant. Les llosanes estan aguantades per mènsules acanalades i, en el balcó central, hi ha un petit fris de dentellons entre els elements de suport. En aquest nivell el parament és llis amb les obertures emmarcades amb un altre color.
El segon pis té una falsa galeria al centre on s'intercalen obertures reals amb panys cecs; les obertures estan separades per pilastres que aguanten arcs de mig punt amb el timpans decorats amb un medalló rodó i elements vegetals. Aquesta falsa galeria dona a un balcó corregut amb la barana de ferro forjat i la llosana té mènsules acanalades a la part inferior. Les obertures dels costats donen a balcons individuals de característiques similars al central. Aquí les portes són allindanades i a la llinda es repeteix el motiu del medalló i els elements vegetals.
L'edifici està coronat per un fris on unes petites mènsules acanalades que aguanten la cornisa s'alternen amb ulls de bou i garlandes. La cornisa està decorada amb dentellons. Els cossos laterals acaben en arcs de mig punt que també estan resseguits per la cornisa amb dentellons; al centre d'aquests arcs hi ha uns medallons de forma ovalda envoltats de decoració vegetal. Per sobre de la cornisa, en el cos central, hi ha una barana de balustres i un cos similar a una espadanya al centre.
El cos afegit té a la planta baixa una porta allindanada sense decoració i al primer pis una porta d'arc de mig punt amb barana de balustres. El cos està coronat per un ràfec.
Per els que viviem al carrer Premia, aquest edifici (molt bonic) era "LA COPE", diminutiu carinyos de la Cooperativa que hi habia a la planta baixa amb unes cuantes parades de vendre queviures. No se ben be que venien perque, la veritat, es que mai vaig entrar hi.